# Nižný Hrušov
Nižný Hrušov (in ungherese Alsókörtvélyes) è un comune della Slovacchia facente parte del distretto di Vranov nad Topľou, nella regione di Prešov.